# 桥南街道 (天水市)
桥南街道，是中华人民共和国甘肃省天水市麦积区下辖的一个乡镇级行政单位。

## 行政区划
桥南街道下辖以下地区：
龙园社区、天河社区、埠南社区、陇林社区和花牛社区。